# Job (Francja)
Job – miejscowość i gmina we Francji, w regionie Owernia-Rodan-Alpy, w departamencie Puy-de-Dôme.
Według danych na rok 1990 gminę zamieszkiwało 997 osób, a gęstość zaludnienia wynosiła 23 osoby/km² (wśród 1310 gmin Owernii Job plasuje się na 229. miejscu pod względem liczby ludności, natomiast pod względem powierzchni na miejscu 70.).